# Bondo (Kenia)
Bondo – miasto w Kenii, w hrabstwie Siaya. W 2019 liczyło 22,7 tys. mieszkańców.